# Lidia Croce
Lidia Croce, właśc. Lidia Croce-Herling (ur. 6 stycznia 1922, zm. 7 kwietnia 2015 w Neapolu) – włoska pisarka i działaczka społeczna, popularyzatorka historii i kultury polskiej we Włoszech. Najmłodsza córka włoskiego filozofa Benedetta Crocego oraz żona polskiego pisarza Gustawa Herlinga-Grudzińskiego.

## Życiorys
Była córką Benedetto Croce i Adeli Rossi. Po ukończeniu liceum klasycznego Vittorio Emanuele studiowała na Wydziale Humanistycznym Uniwersytetu w Neapolu, gdzie uzyskała dyplom w 1943. Tematem jej pracy dyplomowej z historii chrześcijaństwa pod kierunkiem Adolfo Omodeo Badania nad legendą Piotra w pierwszych dwóch stuleciach – Nowy Testament i apokryfy. Wybitny sycylijski historyk docenił jej wielki talent filologiczny, który znalazł potwierdzenie w dalszych pracach w wieku dojrzałym. Były to badania w archiwum rodzinnym jej ojca Benedetto, a także w archiwach włoskich i zagranicznych poświęcone poszukiwaniom korespondencji ojca i jej zebraniu w Fundacji Croce. Wśród jej poszukiwań badawczych spotykamy takie nazwiska jak Antonio Labriola, Artur Rimbaud, Barnave, Renato Serra czy Ettore Majorana (by wymienić tylko niektóre z nich).  Ich świadectwem są eseje, przekłady, artykuły, noty i recenzje publikowane w wielu czasopismach: Aretusa, Iridion. Quaderni di cultura polacca, Lo spettatore italiano,  Prospettive settanta, L’Espresso, Etudes rimbaudiennes. Spośród tłumaczeń należy wspomnieć poprzedzony autorską przedmową przekład z niemieckiego zawierający wybór z dzieła Carlo Augsto Mayera Vita popolare a Napoli nell’età romantica wydawnictwo Laterza 1948.
W 1955 roku powołała wraz z matką i siostrami Eleną, Aldą i Silvią – Fundację Biblioteka Benedetto Croce działającą na rzecz utrzymania biblioteki Benedetto Croce w jej pierwotnej siedzibie w Palazzo Filomarino w Neapolu, oraz na rzecz opieki i popularyzacji spuścizny po filozofie.
Była redaktorką dwóch pierwszych tomów „Korespondencji” (Epistolario Crociano) oraz „Listów Antonio Labriola do Benedetta Crocego (1885–1904)”. Croce dokonała także transkrypcji zapisków swojego ojca wydanych w 1992 roku, w postaci sześciu tomów.
W 1949 po raz pierwszy wyszła za mąż za Vittoria de Caprariisa – historyka i dziennikarza włoskiego, z którym miała syna Gulio.
Po rozwodzie związała się z poznanym jeszcze w 1944 roku polskim pisarzem Gustawem Herlingiem-Grudzińskim, którego ponownie spotkała w Monachium. Para pobrała się w 1954 roku w Londynie. Małżeństwo miało dwoje dzieci: Benedetta i Martę.
Była wnikliwą i wrażliwą czytelniczką, jak również korektorką artykułów i esejów Gustawa Herlinga-Grudzińskiego przed ich publikacją w prasie włoskiej.
Pod pseudonimem Magi Gaspari przełożyła z języka angielskiego Inny świat na podstawie wydania londyńskiego z 1951 z przedmową Bertranda Russela oraz wspólnie z mężem zbiór jego esejów Upiory rewolucji (Gli spettri della rivoluzione). Po śmierci Gustawa Herlinga-Grudzińskiego w 2000, Lidia Croce zajmowała się katalogowaniem i popularyzacją jego twórczości. W 2010 roku, w imieniu Fundacji Biblioteka Benedetto Croce, podpisała z Biblioteką Narodową umowę dotyczącą cyfryzacji i przygotowania katalogu informatycznego archiwum pisarza.
26 kwietnia 2014 z rąk prezydenta Bronisława Komorowskiego otrzymała odznaczenie – Krzyż Komandorski z Gwiazdą Orderu Zasługi Rzeczypospolitej Polskiej w uznaniu roli, jaką odegrała w relacjach kulturalnych między Włochami a Polską.
Lidia Croce-Herling zmarła 7 kwietnia 2015 roku w Neapolu.

## Odznaczenia
- Krzyż Komandorski z Gwiazdą Orderu Zasługi Rzeczypospolitej Polskiej[7]